# Julien Hapiot
Julien Hapiot est un militant communiste et résistant français, né le 30 septembre 1913 à Gauchin-le-Gal (Pas-de-Calais) et fusillé à Arras le 13 septembre 1943.

## Biographie

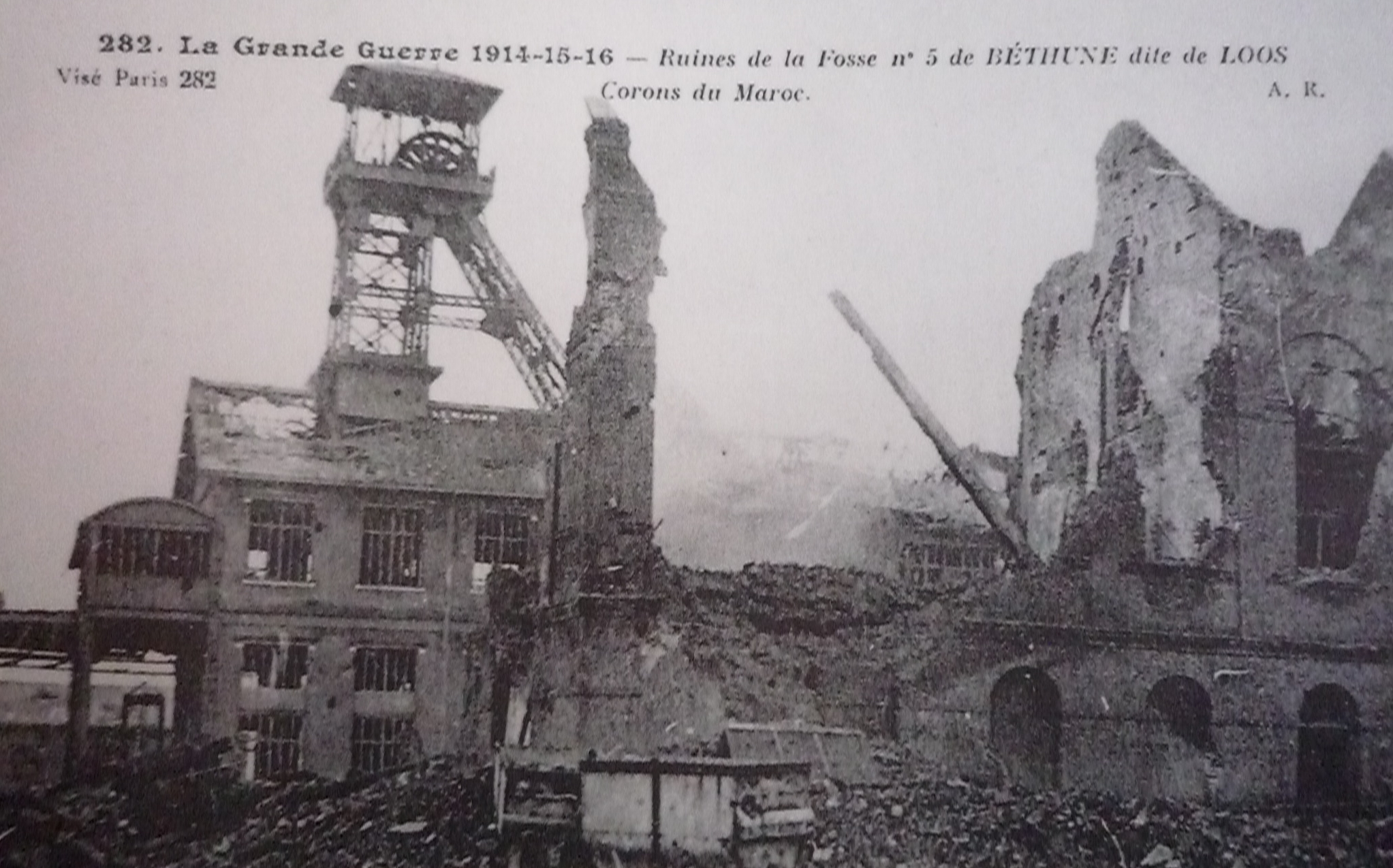
La fosse no 5 - 5 bis pendant la Grande Guerre.

Enfant abandonné, Julien Hapiot est placé dans un orphelinat d’Arras. Adopté par une famille de Grenay, Julien habite avec ses parents et ses frères adoptifs, Augustin et Simon, à la cité du Maroc de cette commune minière. Après avoir étudié à l’école de la cité no 5, où il obtient son certificat d’études, il devient mineur de fond à la fosse no 5 - 5 bis de la Compagnie des mines de Béthune à Loos-en-Gohelle.
Il adhère immédiatement aux Jeunesses communistes et à la CGTU.
Il s'engage en 1936 dans les Brigades internationales en Espagne, où il est nommé lieutenant de la brigade « La Marseillaise ». Grièvement blessé, à cause d’une balle dans le poumon, il revient dans le Pas-de-Calais en 1938. L'année suivante, il est l'un des dirigeants clandestins des Jeunesses communistes du Pas-de-Calais puis devient le secrétaire général des Jeunesses communistes de France.
Fin 1940, il exerce des responsabilités au sein du PCF clandestin pour le Pas-de-Calais. Il est chargé notamment de l’organisation militaire. Avec ses compagnons, Charles Debarge et Ignace Humblot, il met sur pied l’Organisation spéciale (OS) dans le département.
Après l'attaque des véhicules allemands de Vimy, incendiés en septembre 1940, il mène une vie d’homme traqué et codirige, avec René Camphin, le PCF clandestin dans le Pas-de-Calais, chargé plus particulièrement de l’organisation militaire. Il confie à Léon Gallot des missions de récupération d’armes, notamment après le vol de dynamite à la fosse 9 de la Compagnie des mines de Béthune, située à Annequin.
Julien Hapiot est à l'origine, avec Michel Brulé, Auguste Lecoeur et des résistants communistes polonais, de l'importante grève des mineurs du Nord-Pas-de-Calais qui dure du 27 mai au 10 juin 1941.
Il est arrêté en 1943 à Blois, interné à la prison de la Santé à Paris, où il est torturé, puis ramené dans le Nord de la France. Le 13 septembre 1943, il est fusillé à la citadelle d'Arras. « C'est au chant de nos aïeux que nous irons au poteau d'exécution », écrit-il avant de mourir.

## Hommage
Une plaque rendant hommage à Julien Hapiot est apposée dans une rue de sa ville natale, Gauchin-le-Gal, en octobre 2018 par une cinquantaine de personnes issues d’associations patriotiques, du Parti communiste et de la CGT.
L'année suivante, une autre plaque le met à nouveau à l’honneur, cette fois dans les municipalités de Bully-les-Mines et Grenay. Les deux villes où il avait vécu et travaillé ont organisé une manifestation en mémoire de ce militant des Francs-tireurs et partisans (FTP). Une rue a pris son nom près de la gare de  Grenay, et la section PCF de la ville a fait de même. Bruno Brix, l'employé de la mairie de Grenay responsable du cimetière, assure entretenir sa tombe à ses propres frais.